# 新徒步主义

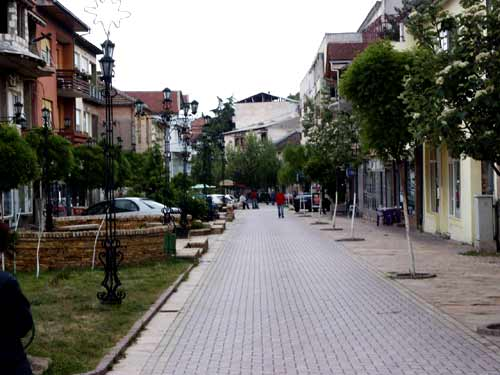
馬其頓共和國拉多維什一條依新徒步主义設計的街道

新徒步主義（英語：New Pedestrianism，簡稱NP），是一個基於步行計畫理論進行理想化的新城市主義，由美國作家、藝術家、未來主義者、城市／室內／環境設計師麥克·E·亞瑟於1999年提出。

## 概述
新徒步主義通過減少機動車角色的獨特觀點，將問題和新城市主義綜合討論，並且試圖解決包括社會、健康、能源、經濟、美學的和環境等多方面的問題。
從廣義上說，新城市主義是對傳統街道模型和城市規劃的回歸。新徒步主義也尊重傳統的城鎮設計，但是它在研究減少機動車道的負面影響上更進一步。二次世界大戰後，機動車道的使用顯著地增加了。新徒步主義通過用林蔭遮蔽的人行道替代房前的機動車道，提高了類似步行自行車等低強度的運輸方式的地位。人行道基本上是12到15英尺（5）寬，一邊是供自行車、滑板車、溜冰鞋等交通工具使用的平路，一邊是窄一點的供行人和輪椅使用的有路紋路面。機動車道從房前去掉，可以拉近廣場、噴水池、口袋公園的距離，和可能會包含在徒步村莊的自然湖泊、溪流、森林也可以有無障礙的連接。創造出一個沒有機動車的身影、氣味和噪音的公共王國，當然，機動車在分離的網路系統上仍然可用。

## 機動車道
廣義上說，新徒步主義是機動車道擠壓環境和改造城市的造成的反應。米高·亞瑟寫道：“我們的生活品質建立在一個乾淨、安全、美麗的環境中滿足廣泛的物質和精神需求，這只有通過高度整合的城市規劃設計才能成功實現。當交通工具、道路、車庫、停車廠和一切和機動車有關的東西在景觀中成為意義重大的一部分在設計中決定幾乎所有問題，大部分美國城市將繼續功能紊亂，品味低俗，交通堵塞。”
美國每年有超過3百萬起傷害事故，超過42,000起死亡事故和超過6百萬輛的機動車有關。全世界每年有將近一半的死亡事故和機動車有關。
對機動車的過度依賴，和適合步行的環境的缺乏，導致三分之二的美國人超重或者過度肥胖。美國人每年花費超過33億用於減肥，然而300,000人仍然死於和體重有關的問題。城區的無計畫擴張，在使城市和景觀退化的同時，也對環境造成負面影響，增加了基礎設施的維護成本。
大部分美國人在住房和交通上花費相當，機動車依賴程度高的地區交通佔成產總值(GRP)的三分之一。在休斯頓、亞特蘭大、達拉斯佔GRP在大約23%，火奴魯魯、紐約和巴爾的摩在9%，多倫多7%。這些統計是在上個世紀九十年代，在油價飆升之前的資料，而且不包括一些隱性的石油消費。

## 能源
美國的石油生產在1970年已經達到頂點，現在只有35%的石油是由國內生產。 美國已經變得越來越依賴對美國懷有敵意地區進口的石油。米高·亞瑟和某些人猜測這將迫使美國對一些石油富有國家採取軍國主義政策，並且在貿易上出現持續發展的赤字。
新徒步主義尋求一種通過設計對機動車需要極少的社區和城鎮的方式，以減少石油消耗。在徒步村莊，大部分日常活動和娛樂都會在步行或者自行車的適用範圍內。新徒步主義聲明，只需要建設連接村莊中心，就可以創造一個高小路的公共運輸系統。
新徒步主義的理想中，減少石油和其他有限能源的方法是通過減少消費和利用迴圈能源。這是事先考慮的，特別是太陽能的利用，每間房子將裝備太陽能板和太陽能熱水器，太陽能公園將給整個社區提供能量。減少對能源的需求和拋開對石油的依賴，可能滿足健康、社會、經濟和環境問題。

## 徒步村莊
應用到新徒步主義概念的社區或城鎮稱為「徒步村莊」（Pedestrian Villages）。徒步村莊包括有房前無車人行道的和在每個房屋後的機動車道。

## 面向無家可歸者的新徒步主義
在2007年一月，米高·亞瑟提議在佛羅里達州盧西亞縣建立一個專門為無家可歸者而設的徒步村莊，作為一個原型，它將比米高·亞瑟稱之為“創可貼式的解決方法”更省錢。老虎海灣村將是一個幾乎無車的地方，包含6種房屋，包含像傳統式兩層房的多層床軍營式建築到簡易房。它將會有一個湖，可游泳的潟湖、池塘、步行小路、公園、社區花園和果園。居民將參與建設和維護，它也可以成為那些因為有心理疾病而不能融入社會的人的永久居所。可以滿足所有的臨時或者永久居住的需求，並且這個村莊將坐落在一個主要交通線路上。令人愉快的是它也將包含一個可向社會提供勞動者的勞動服務中心。 這個村莊有個睿智的設計方案，但是這個構思和房屋的設計，可以在這一年的建設過程中重新評估。這個提議激起了關於如何處理無家可歸問題的討論，也遭到了來自某方面的嘲笑說「這不是個『度假村』就是個『集中營』」。 米高·亞瑟已經很仔細的解釋了這不是解決低收入者住房的方法，關於低收入的問題是應該整個到社區。

## 美學
新徒步主義用林蔭遮蔽的人行道代替難看和危險的道路，林蔭道從線性公園系統直通向每家每戶，並連接公園、廣場、院子、水系、學校、綠化帶、娛樂場所和另一些設施。
這預測將提高所有物業的價值，因為公有的私有的物業不再因為過多的機動車道而貶值。一個分離的、有樹木的、為車輛提供道路網路仍然存在，徒步／非機動車的道路作為主要的網路系統保證了令人厭惡的交通極大程度的減少到後面的道路。在徒步村莊，密度增加了，因為建築能夠造離安靜沒車的道路很近，避免了城市過度擴張導致的退步。在這裡，取而代之的是對建築設計的強調，安靜的、親密的公共空間，和徒步的美學。

## 歷史
就像新城市主義，新徒步主義也有它的根源，20世紀前四分之一的時間，緊湊的多功能的社區在美國（和其他地方）普遍存在。新徒步主義繼承和發展了早期專注於分離步行和車輛交通的城市設計經驗。
在南佛羅里達州一些海濱社區，包括威尼斯、加利福尼亞，“步行街”存在於海邊1905年建造的一小部分街區。間距3到10尺寬的房子面對著步行街。車庫和極少的有柄車邊有窄路。佛羅里達威尼斯的運河也在同一時期建造，也是有兩邊的步行街和房前的運河。
城市設計師Ebenezer Howard和Ebenezer Howard對早期雷德伯恩，新澤西的設計有著影響，在1929年，汽車剛剛興起的時候建造。雷德伯恩有房子前面的人行道和後面的機動車道，機動車的一頭是死巷，一頭通向大型綜合街區。美國密歇根大學的John Lansing教授在1970年作了一個研究，顯示這裡有47%的居民步行購買雜貨，而附近按照慣例的房屋規劃區只有8%的居民步行。他同樣指出，總體來看，雷德伯恩的居民相對于他研究的其他地區而言開車更少。雷德伯恩的方法已經在瑞典、英國、日本、新西蘭、澳大利亞覆製成不同的版本。
聖安東尼奧River Walk，也是應"Paseo del Rio"出名，在1929年建造，這樣來說，聖安東尼奧經過了洪水控制指標，成為了一個坐落在廣場、餐廳、酒吧、商場、旅館、人行道、路邊咖啡吧和另外設施間的安全的通道，並完全和機動車隔離開。步行道從下面穿過道路，因為Paseo del Rio比機動車道低一個層級而機動車道在河道的上一個層級。
在大衛斯，加利佛尼亞的村莊是由Michael和Judy Corbett在1975年建造的。在70英畝的地方分散著225棟樓房和20棟公寓。太陽能設計和太陽能板用於利用熱能。房屋前有人行道穿過廣泛的綠化帶系統，另外一邊有機動車道穿過。
露絲瑪麗海灘，佛羅里達的城市設計中也有一些在路在屋前有木板鋪成的散步道。
在2002年，米高·亞瑟將新城市主義作為一部分方案來解決重建新奧爾良的問題。

## 關於新徒步主義的電影
《新城市牛仔：Michael E. Arth的工作》2002年拍攝，是一部長篇記錄片，記錄了米高·亞瑟通過努力，將一個充滿毒品的平民窟革新成一個徒步村莊。同時也揭示了新城市主義背後的哲理。
《大力神的勞動者：對12個極困難問題的現代解決方法》2008年出版，紀錄片和這本書使用了同樣的題目，並討論和新徒步主義有關的社會問題。

## 實踐
新徒步主義已經在佛羅里達代頓海岸（Daytone Beach）的老虎海灣鎮和肯亞基蘇木新鎮（Kisimu）獲得實踐，作為解決無家可歸問題的解決方法，新城鎮和社區可以建在任何地方，比如復原的舊社區，空地或城鎮邊緣社區或新城。

## 例子
以下是一些以不同形式體現新徒步主義的例子：
1. 加利福尼亞州Two Harbors：1999年，計畫在卡特琳娜島建造一個無車的徒步村莊Proposed car-free Pedestrian Village on Catalina Island, CA. 1999.
2. 加利福尼亞州聖巴巴拉Paseo Del Mar：一個有隱蔽公園的徒步村莊，建於1999年。
3. 德克薩斯州奧斯丁花園村莊：計畫在Robert Mueller Municipal機場原址上重修一個徒步村莊
4. 市中心迪蘭的有歷史意義的花園社區：2001年至2007年更新現有的社區
5. 肯雅Kisima Kaya：2006年新的城鎮計畫在肯雅奈洛比附近建造
6. 佛羅里達州老虎海灣村：2007年提議建造一個幾乎步行到村莊作為解決無家可歸問題的方案
7. 密歇根州Mackinac島，：雖然不是特別按照新城市主義來設計，不過自從1800年末，這裡就不允許機動車進入。這個島嶼有523戶永久居民，並且吸引了成千上萬的遊客每年來這裡旅遊。

## 外部連結
- 米高·亞瑟的網站
- 新徒步主義背後的哲學
- 全球禁車網
- 加利福尼亞州，大衛斯，村莊之家 （页面存档备份，存于）
- 地面或海面運輸合作政策(STPP) （页面存档备份，存于）
- 新城市主義大會